# Periskop (Objektiv)

Schema des Periskop Kameraobjektivs mit mittiger Blende

Das Periskop (von altgriechisch περί peri „um, herum“ und σκοπεῖν skopein „schauen“) ist ein frühes, symmetrisches Objektiv (Optik), das 1865 von Hugo Adolf Steinheil entwickelt wurde. Es besteht aus zwei nicht miteinander verbundenen Meniskus-Linsen.
Ein symmetrischer Objektivaufbau reduziert die Abbildungsfehler Verzeichnung und Koma, wenn die Blende wie beim Periskop zwischen den beiden Linsen liegt.